# Hoffmann-La Roche

F. Hoffmann-La Roche är ett globalt schweiziskt läkemedelsbolag grundat år 1896 av schweizaren Fritz Hoffmann-La Roche. Verksamheten inriktar sig på två områden, läkemedel och diagnostik, och företaget är känt för att ha utvecklat bland annat diazepam och flunitrazepam (Valium och Rohypnol).
Företagets huvudkontor är beläget i Basel i Schweiz men verksamhet återfinns på många platser runt om i världen, bland i Brasilien, Indien, Kanada, Kina, Storbritannien, Tyskland och USA. Företaget äger även det amerikanska bioteknikföretaget Genentech, det japanska bioteknikföretaget Chugai Pharmaceuticals samt amerikanska Veneta.
Företaget inriktade sig ursprungligen på produktion av vitaminer. År 1934 blev man första företag att på syntetisk väg framställa C-vitamin. Preparatet döpte man till Redoxon och det såldes i stor skala världen över. 1957 tillverkade företaget även Rohypnol och Valium. Hoffman-La Roche är också det företag som ligger bakom isotretinoin - ett av de mest välkända läkemedlen mot akne, samt diverse antivirala läkemedel.
Idag satsar företaget mycket på biologiska läkemedel och är med sina 17 biologiska läkemedelsbehandlingar den främsta aktören inom biotechbranschen. Man ligger även i framkant vad gäller cancerforskning och behandlingar på området. Roche har tagit fram läkemedel mot flera olika sorters cancer, bland annat hudcancer, bröstcancer, lungcancer, livmoderhalscancer och tarmcancer.

## Produkter i urval
Först anges namn på läkemedel, därefter respektive läkemedels aktiva beståndsdel inom parentes.
- Aurorix (Moklobemid)
- Bactrim (Sulfametoxazol och Trimetoprim)
- Bezalip (Bezafibrat)
- Herceptin (Trastuzumab)
- Mabthera (Rituximab)
- Madopark (Benserazid och Levodopa)
- Lariam (Meflokin)
- Roaccutan (Isotretionin)
- Tamiflu (Oseltamivir)
- Tarceva (Erlotinib)
- Valcyte (Valganciklovir)
- Xenical (Orlistat)
- Zenapax (Daclizumab)